# Comté de Monroe (Pennsylvanie)
Pour les articles homonymes, voir Comté de Monroe.
Le comté de Monroe (anglais : Monroe County) est un comté situé dans le Commonwealth de Pennsylvanie aux États-Unis. Il est nommé en l'honneur de James Monroe, un ancien président des États-Unis. Le siège du comté est Stroudsburg. Selon le recensement de 2000, sa population est de 138 687 habitants.

## Géographie
Le comté a une superficie de 1 599 km², dont 1 576 km² est de terre.

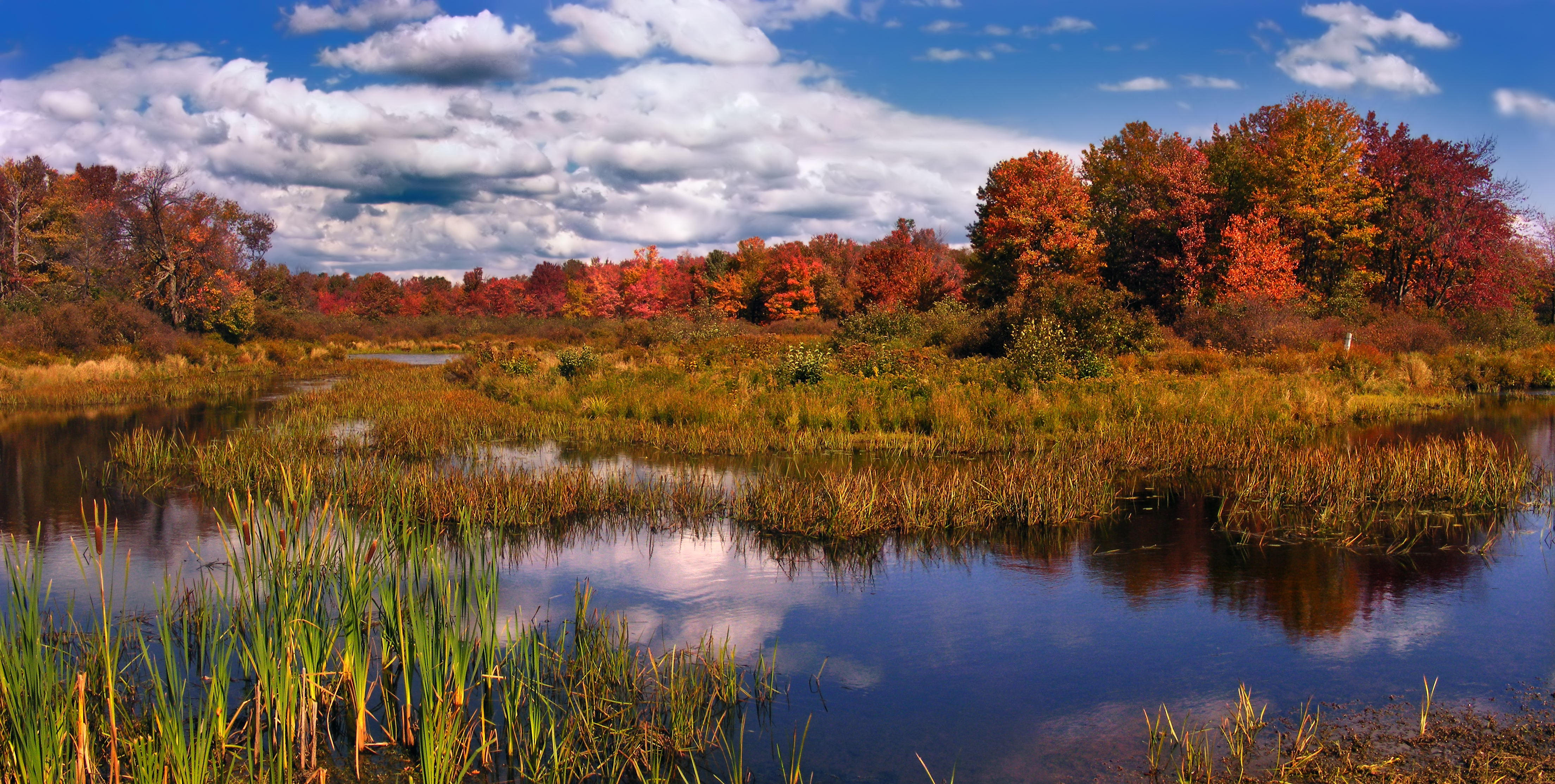
Couleurs d'automne à Mill Pond dans le Comté.